# علي معتوق (لاعب كرة قدم سعودي)
علي معتوق رمضان لاعب كرة قدم سعودي في خط الدفاع.

## مسيرة اللاعب
مثل  نادي الاتحاد و  نادي الوحدة في الفئات السنية و لعب بعدها لصالح نادي البكيرية و نادي التقدم و نادي النجوم و نادي قلوة و نادي الأسياح.